# Scheme (limbaj de programare)
Scheme este un limbaj de programare multi-paradigmă. Este unul din cele două principale dialecte ale Lisp (celălalt fiind Common Lisp) și suportă un număr de paradigme de programare, dar este mai cunoscut pentru suportul dat programării funcționale.
|             | 1955     | 1960     | 1965     | 1970      | 1975              | 1980              | 1985              | 1990              | 1995              | 2000        | 2005        | 2010        | 2015        |            |
| ----------- | -------- | -------- | -------- | --------- | ----------------- | ----------------- | ----------------- | ----------------- | ----------------- | ----------- | ----------- | ----------- | ----------- | ---------- |
| Lisp 1.5    | Lisp 1.5 | Lisp 1.5 | Lisp 1.5 |           |                   |                   |                   |                   |                   |             |             |             |             |            |
| Maclisp     |          |          | Maclisp  | Maclisp   | Maclisp           | Maclisp           | Maclisp           |                   |                   |             |             |             |             |            |
| Interlisp   |          |          |          | Interlisp | Interlisp         | Interlisp         | Interlisp         | Interlisp         |                   |             |             |             |             |            |
| ZetaLisp    |          |          |          |           | Lisp Machine Lisp | Lisp Machine Lisp | Lisp Machine Lisp | Lisp Machine Lisp | Lisp Machine Lisp |             |             |             |             |            |
| Scheme      |          |          |          |           | Scheme            | Scheme            | Scheme            | Scheme            | Scheme            | Scheme      | Scheme      | Scheme      | Scheme      |            |
| NIL         |          |          |          |           | NIL               | NIL               |                   |                   |                   |             |             |             |             |            |
| Common Lisp |          |          |          |           |                   | Common Lisp       | Common Lisp       | Common Lisp       | Common Lisp       | Common Lisp | Common Lisp | Common Lisp | Common Lisp |            |
| T           |          |          |          |           |                   |                   | T                 | T                 | T                 |             |             |             |             |            |
| Emacs Lisp  |          |          |          |           |                   |                   | Emacs Lisp        | Emacs Lisp        | Emacs Lisp        | Emacs Lisp  | Emacs Lisp  | Emacs Lisp  | Emacs Lisp  | Emacs Lisp |
| AutoLISP    |          |          |          |           |                   |                   | AutoLISP          | AutoLISP          | AutoLISP          | AutoLISP    | AutoLISP    | AutoLISP    | AutoLISP    |            |
| ISLISP      |          |          |          |           |                   |                   | ISLISP            | ISLISP            | ISLISP            | ISLISP      | ISLISP      | ISLISP      | ISLISP      |            |
| EuLisp      |          |          |          |           |                   |                   | EuLisp            | EuLisp            | EuLisp            | EuLisp      |             |             |             |            |
| Racket      |          |          |          |           |                   |                   |                   |                   | Racket            | Racket      | Racket      | Racket      | Racket      |            |
| Arc         |          |          |          |           |                   |                   |                   |                   |                   | Arc         | Arc         | Arc         | Arc         |            |
| Clojure     |          |          |          |           |                   |                   |                   |                   |                   |             | Clojure     | Clojure     | Clojure     |            |
| LFE         |          |          |          |           |                   |                   |                   |                   |                   |             | LFE         | LFE         | LFE         |            |
| Hy          |          |          |          |           |                   |                   |                   |                   |                   |             |             | Hy          | Hy          |            |